# Гаскелл (округ, Канзас)
Шаблон:StateAbbr_ 37°34′00″ пн. ш. 100°52′01″ зх. д. / 37.5667° пн. ш. 100.867° зх. д.
Округ Гаскелл (англ. Haskell County) — округ (графство) у штаті Канзас, США. Ідентифікатор округу 20081.

## Історія
Округ утворений 1887 року.

## Демографія
За даними перепису 
2000 року 
загальне населення округу становило 4307 осіб, усе сільське.
Серед мешканців округу чоловіків було 2188, а жінок — 2119. В окрузі було 1481 домогосподарство, 1154 родин, які мешкали в 1639 будинках.
Середній розмір родини становив 3,35.
Віковий розподіл населення поданий у таблиці:
| Стать    | До 15 років | 15-21 | 22-29 | 30-39 | 40-49 | 50-65 | 65-85 | Понад 85 |
| -------- | ----------- | ----- | ----- | ----- | ----- | ----- | ----- | -------- |
| Чоловіки | 631         | 250   | 229   | 281   | 324   | 279   | 176   | 18       |
| Жінки    | 536         | 228   | 238   | 273   | 311   | 270   | 225   | 38       |

## Суміжні округи
- Фінні — північ
- Грей — схід
- Мід — південний схід
- Сюорд — південь
- Стівенс — південний захід
- Грант — захід
- Карні — північний захід

## Виноски
1. ↑  U.S. Decennial Census. United States Census Bureau. Архів оригіналу за 12 травня 2015. Процитовано 26 липня 2014.
2. ↑  Historical Census Browser. University of Virginia Library. Архів оригіналу за 11 серпня 2012. Процитовано 26 липня 2014.
3. ↑  Population of Counties by Decennial Census: 1900 to 1990. United States Census Bureau. Архів оригіналу за 5 червня 2019. Процитовано 26 липня 2014.
4. ↑  Census 2000 PHC-T-4. Ranking Tables for Counties: 1990 and 2000 (PDF). United States Census Bureau. Архів оригіналу (PDF) за 18 грудня 2014. Процитовано 26 липня 2014.
5. ↑  State & County QuickFacts. United States Census Bureau. Архів оригіналу за 6 серпня 2011. Процитовано 26 липня 2014.(англ.) Наведено за англійською вікіпедією.
6. ↑  American FactFinder. Бюро перепису населення США. Архів оригіналу за 21 травня 2008. Процитовано 31 січня 2008.

| США | Це незавершена стаття з географії США. Ви можете допомогти проєкту, виправивши або дописавши її. |